# Ернани
 Тази статия е за града в Испания.  За операта вижте Ернани (опера).  
Ерна̀ни (на испански: Hernani) е град в Испания, провинция Гипускоа, Страната на баските, на 9 км от Сан Себастиан. Простира се на площ 39,81 km² и според преброяването от 2013 г. има 19 354 жители.